# Hyäne (Schiff, 1864)
Die Hyäne war ein Schiff der Jäger-Klasse, einer Klasse von insgesamt fünfzehn Dampfkanonenbooten II. Klasse der Königlich Preußischen Marine, der Marine des Norddeutschen Bundes sowie der Kaiserlichen Marine.

## Bau und Dienstzeit
Die Hyäne wurde Mitte des Jahres 1859 bei der Danziger Werft Keier und Devrient in Auftrag gegeben und lief im April 1860 vom Stapel. Ein genaues Datum des Stapellaufs ist nicht überliefert. Nach der Fertigstellung wurde das Schiff im Herbst 1860 zum Stützpunkt der Kanonenboote auf den Dänholm überführt und dort aufgeslipt.
Mit dem Mobilmachungsbefehl wurde die Hyäne am 10. Februar 1864 in Dienst gestellt und während des Deutsch-Dänischen Krieges der I. Flottillen-Division zugeteilt. Mit dieser nahm sie am 17. März am Seegefecht bei Jasmund gegen dänische Schiffe teil. Nach Kriegsende blieb das Boot bis Anfang Oktober im Einsatz und wurde dann außer Dienst gestellt. Die nächste Aktivierung erfolgte erst knapp fünf Jahre später im Juni 1869, jedoch nur zur Überführung des Schiffes von Stralsund nach Kiel.
Mit Ausbruch des Deutsch-Französischen Krieges wurde die Hyäne am 24. Juli 1870 erneut in Dienst gestellt und durch den Eider-Kanal nach Wilhelmshaven verlegt, um dort als Vorpostenschiff eingesetzt zu werden. Ab dem 28. Januar 1871 gehörte das Schiff zur Verteidigung der Elbmündung, geriet jedoch während des gesamten Krieges nicht in Feindberührung und wurde am 20. Mai 1871 außer Dienst gestellt.

## Verbleib
Bei einer 1872 durchgeführten Überprüfung wurde festgestellt, dass eine Reparatur des in schlechtem Zustand befindlichen Schiffsrumpfes nicht lohnte. Daher wurde das Schiff am 17. Juli 1873 aus der Liste der Kriegsschiffe gestrichen. Seine noch gut erhaltene Kesselanlage wurde als Ersatz für den verschlissenen Dampferzeuger der Fuchs verwendet, die Hyäne selbst als Zielschiff aufgebraucht.

## Kommandanten
| Herbst 1860                    | Leutnant zur See II. Klasse Ulffers |
| 10. Februar bis März 1864      | Leutnant zur See Christian Donner   |
| März bis Oktober 1864          | Unterleutnant zur See Riehl         |
| 29. Juni bis 9. Juli 1869      | unbekannt                           |
| 24. Juli 1870 bis 20. Mai 1871 | Leutnant zur See Ludewig            |